# Смит, Джим
Джим Смит (англ. Jim Smith; 17 октября 1940, Шеффилд, Йоркшир — 10 декабря 2019) — английский футболист и футбольный тренер. Выступал на позиции полузащитника.

## Клубная карьера
Воспитанник клуба «Шеффилд Юнайтед», но за основную команду клуба так и не сыграл. На профессиональном уровне Смит играл на позиции полузащитника и дебютировал в клубе «Олдершот», до конца карьеры выступал в клубах 3-4 английского дивизиона. Особых успехов как футболист не добился, более известен как футбольный тренер.

## Тренерская карьера
В конце карьеры футболиста Смит стал играющим тренером клуба «Бостон Юнайтед», затем был также играющим тренером клуба «Колчестер Юнайтед». В 1975 году возглавил «Блэкберн Роверс», первый именитый клуб в своей карьере, в дальнейшем тренировал ряд известных английских клубов, среди которых «Бирмингем Сити», «Ньюкасл Юнайтед» и «Портсмут». С 1985 по 1988 год тренировал «Куинз Парк Рейнджерс» с которым дошёл до финала Кубка английской лиги в 1986 году. После 2005 года отошёл от тренерской работы и занимался административной работой в клубе «Оксфорд Юнайтед».

## Достижения
- Финалист Кубка английской лиги (1): 1985/86.